# Campoplex alienatus
Campoplex alienatus là một loài tò vò trong họ Ichneumonidae.